# Berner Rundfahrt
Il Berner Rundfahrt (it.: Giro di Berna) è una corsa in linea di ciclismo su strada maschile che si disputa annualmente a Berna, in Svizzera.

## Storia
La prima edizione della gara maschile risale al 1921 e, fino al 1992, era denominata "Giro della Svizzera del Nordovest" (de.: Nordwest-Schweizer-Rundfahrt). Inizialmente era riservata a corridori professionisti e dilettanti, mentre a partire dal 1968 furono istituite altre gare per le categorie debuttanti, junior e dilettanti di livello inferiore.
Nel 1984 furono aggiunte una gara femminile e una master. Nel 2005 la prova maschile per professionisti venne integrata nel calendario dell'UCI Europe Tour (classe 1.1), ma l'anno successivo venne abolita. La prova principale diventò dunque quella femminile, inserita nel calendario della Coppa del mondo femminile.
Nel 2008 venne creata una corsa riservata ai corridori Elite e Under-23, di classe 1.2 (aperta dunque a formazioni Professional, Continental e amatoriali). La prova è stata riclassificata a gara nazionale a partire dal 2019.

## Albo d'oro
Aggiornato all'edizione 2023.
| Anno      | Vincitore                             | Secondo                               | Terzo                                 |
| --------- | ------------------------------------- | ------------------------------------- | ------------------------------------- |
| 1920      | Heiri Suter                           | Hermann Gehrig                        | Charles Martinet                      |
| 1921      | Heiri Suter                           | Max Suter                             | Jean Martinet                         |
| 1922      | Heiri Suter                           | Jean-Baptiste Mosselmans              | Lucien Rich                           |
| 1923      | Heiri Suter                           | Henry Reymond                         | Kastor Notter                         |
| 1924      | Charles Guyot                         | Henry Reymond                         | Max Suter                             |
| 1925      | Kastor Notter                         | Heiri Suter                           | Kaspar Schneider                      |
| 1926      | Albert Blattmann                      | Alfred Saccomani                      | Otto Lehner                           |
| 1927      | Hans Kaspar                           | Otto Lehner                           | Kaspar Schneider                      |
| 1928      | Georges Antenen                       | Albert Meyer                          | Eugen Schlegel                        |
| 1929      | Heiri Suter                           | Ludwig Geyer                          | Albert Meyer                          |
| 1930      | Georges Antenen                       | Heiri Suter                           | Alfred Rüegg                          |
| 1931      | Ernst Meier                           | Ernst Hofer                           | Alfred Bula                           |
| 1932      | Hermann Müller                        | Turel Wanzenfried                     | Georges Antenen                       |
| 1933      | Georges Antenen                       | Albert Büchi                          | Alfred Büchi                          |
| 1934      | Walter Blattmann                      | Alfred Bula                           | Fritz Muller                          |
| 1935      | Alfred Bula                           | Carlo Romanatti                       | Hans Martin                           |
| 1936      | Theo Heimann                          | Werner Buchwalder                     | Karl Steger                           |
| 1937      | Karl Wyss                             | Hans Martin                           | Ernst Nievergelt                      |
| 1938      | Karl Litschi                          | Robert Zimmermann                     | Walter Blatmann                       |
| 1939      | Theo Perret                           | Hans Martin                           | Edgar Buchwalder                      |
| 1941      | Paul Egli                             | Hans Maag                             | Ferdi Kübler                          |
| 1942      | Edgar Buchwalder                      | Hans Knecht                           | Werner Jaisli                         |
| 1943      | Ferdi Kübler                          | Walter Diggelmann                     | André Hardegger                       |
| 1945      | Hans Maag                             | Ferdi Kübler                          | Walter Diggelmann                     |
| 1946      | Osvaldo Bailo                         | Hans Knecht                           | Willy Kern                            |
| 1947      | Hans Knecht                           | Leo Weilenmann                        | Oskar Plattner                        |
| 1948      | Ernst Stettler                        | Roger Aeschlimann                     | Hans Knecht                           |
| 1949      | Ferdi Kübler                          | Gottfried Weilenmann                  | Leo Weilenmann                        |
| 1950      | Oskar Plattner                        | Ernst Stettler                        | Emilio Croci-Torti                    |
| 1951      | Cesare Zuretti                        | Walter Reiser                         | Fritz Schär                           |
| 1952      | Hans Sommer                           | Hans Notzli                           | Robert Bintz                          |
| 1953      | Remo Pianezzi                         | Fritz Schär                           | Fritz Zbinden                         |
| 1954      | Fritz Schär                           | Ferdi Kübler                          | Max Schellenberg                      |
| 1955      | Hans Hollenstein                      | Ernst Rudolf                          | Eugen Kamber                          |
| 1956      | Fausto Lurati                         | Jean-Claude Gret                      | Attilio Moresi                        |
| 1957      | Germain Derycke                       | Ernst Traxel                          | René Minder                           |
| 1958      | Heinz Müller                          | Giuseppe Barale                       | Kurt Gimmi                            |
| 1959      | Hans Hollenstein                      | Toni Graeser                          | Walter Favre                          |
| 1960      | René Strehler                         | Alfred Rüegg                          | Attilio Moresi                        |
| 1961      | Alfred Rüegg                          | Raymond Reisser                       | Gilbert Salvador                      |
| 1962      | Rolf Graf                             | Rolf Maurer                           | Robert Lelangue                       |
| 1963      | Rudolph Hauser                        | Fredy Dubach                          | Rolf Maurer                           |
| 1964      | Joseph Hoevenaers                     | René Binggeli                         | Kurt Gimmi                            |
| 1965      | Robert Lelangue                       | Luciano Sambi                         | Giancarlo Ferretti                    |
| 1966      | Horst Oldenburg                       | Danilo Ferrari                        | Renato Bongiorni                      |
| 1967      | Peter Abt                             | Hans Junkermann                       | Auguste Girard                        |
| 1968      | Peter Hill                            | Peter Glemser                         | Tre corridori ex aequo                |
| 1969      | Louis Pfenninger                      | Peter Abt                             | Herbert Wilde                         |
| 1970      | Leo Duyndam                           | Winfried Bölke                        | Arie den Hartog                       |
| 1971      | Eric Spahn                            | Maurice Dury                          | Willy de Geest                        |
| 1972      | Eric Spahn                            | Harrie Jansen                         | Jürgen Tschan                         |
| 1974      | Roland Salm                           | Fr. Van Beeck                         | St. Marti                             |
| 1975      | Roland Salm                           | Marc Meernhout                        | Gianni Di Lorenzo                     |
| 1976      | René Savary                           | Geert Malfait                         | Roland Salm                           |
| 1977      | Simone Fraccaro                       | Giuseppe Saronni                      | Giovanni Battaglin                    |
| 1978      | Eddy Verstraeten                      | Bruno Wolfer                          | Gody Schmutz                          |
| 1979      | Gody Schmutz                          | Ennio Vanotti                         | Erwin Lienhard                        |
| 1980      | Rudy Colman                           | Serge Parsani                         | Mario Beccia                          |
| 1981      | Rudy Pevenage                         | Yvan Lamote                           | Sigmund Hermann                       |
| 1982      | Erich Mächler                         | Gilbert Glaus                         | Erik McKenzie                         |
| 1984      | Sean Kelly                            | Philippe Leleu                        | Claude Criquielion                    |
| 1985      | Urs Freuler                           | Hans Daams                            | Jürg Bruggmann                        |
| 1986      | Stefan Joho                           | Jürg Bruggmann                        | Kim Andersen                          |
| 1987      | Philippe Chevallier                   | Thomas Wegmüller                      | Richard Trinkler                      |
| 1988      | Urs Freuler                           | Michael Wilson                        | Jean-Philippe Vandenbrande            |
| 1989      | Mauro Gianetti                        | Thomas Wegmüller                      | Niki Rüttimann                        |
| 1990      | Thomas Wegmüller                      | Rolf Jaermann                         | Frank van den Abbeele                 |
| 1991      | Serge Baguet                          | Benny Van Brabant                     | Andrej Čmil                           |
| 1992      | Erich Mächler                         | Fabian Jeker                          | Laurent Dufaux                        |
| 1993      | Erik Zabel                            | Éric Caritoux                         | Jan Nevens                            |
| 1994      | Andreas Kappes                        | Pascal Richard                        | Frank Vandenbroucke                   |
| 1995      | Luca Scinto                           | Pascal Richard                        | Michel Lafis                          |
| 1996      | Beat Zberg                            | Felice Puttini                        | Michele Coppolillo                    |
| 1997      | Michael Andersson                     | Christian Henn                        | Giuseppe Di Grande                    |
| 1998      | Markus Zberg                          | Oscar Camenzind                       | Simone Leporatti                      |
| 1999      | Andrea Ferrigato                      | Niki Aebersold                        | Oscar Camenzind                       |
| 2000      | Lukas Zumsteg                         | Marcel Strauss                        | Christian Weber                       |
| 2001      | Danilo Hondo                          | Roman Peter                           | Uwe Straumann                         |
| 2002      | Kim Kirchen                           | Mauro Gianetti                        | Laurent Paumier                       |
| 2004      | Aljaksandr Usaŭ                       | Roman Peter                           | Sascha Urweider                       |
| 2005      | René Weissinger                       | Giampaolo Cheula                      | Alexandre Moos                        |
| 2006-07   | non disputata                         | non disputata                         | non disputata                         |
| 2008      | Jarosław Marycz                       | Guillaume Bonnafond                   | Arnaud Godet                          |
| 2009      | Michael Baer                          | René Murpf                            | Bernhard Oberholzer                   |
| 2010      | Choi Ki Ho                            | Daniel Teklehaimanot                  | Roger Beuchat                         |
| 2011      | Pirmin Lang                           | Natnael Berhane                       | Mirco Saggiorato                      |
| 2012      | Silvan Dillier                        | Marcel Aregger                        | Édouard Lauber                        |
| 2013      | Marcel Wyss                           | Sébastien Reichenbach                 | Remi Cusin                            |
| 2014      | Matthias Brändle                      | Simon Zahner                          | Pirmin Lang                           |
| 2015      | Tom Bohli                             | Antonio Parrinello                    | Andrea Pasqualon                      |
| 2016      | Enrico Salvador                       | Danilo Celano                         | Edouard Lauber                        |
| 2017      | Filippo Fortin                        | Bram Welten                           | Fabian Lienhard                       |
| 2018      | non disputata                         | non disputata                         | non disputata                         |
| 2019      | Stefan Bissegger                      | Henok Mulubrhan                       | Fabian Lienhard                       |
| 2020-2021 | annullata per la pandemia di COVID-19 | annullata per la pandemia di COVID-19 | annullata per la pandemia di COVID-19 |
| 2022      | Simon Vitzthum                        | Lukas Rüegg                           | Brieuc Rolland                        |
| 2023      | Arnaud Tendon                         | Marcel Wyss                           | Lukas Rüegg                           |